# Province of Massachusetts Bay

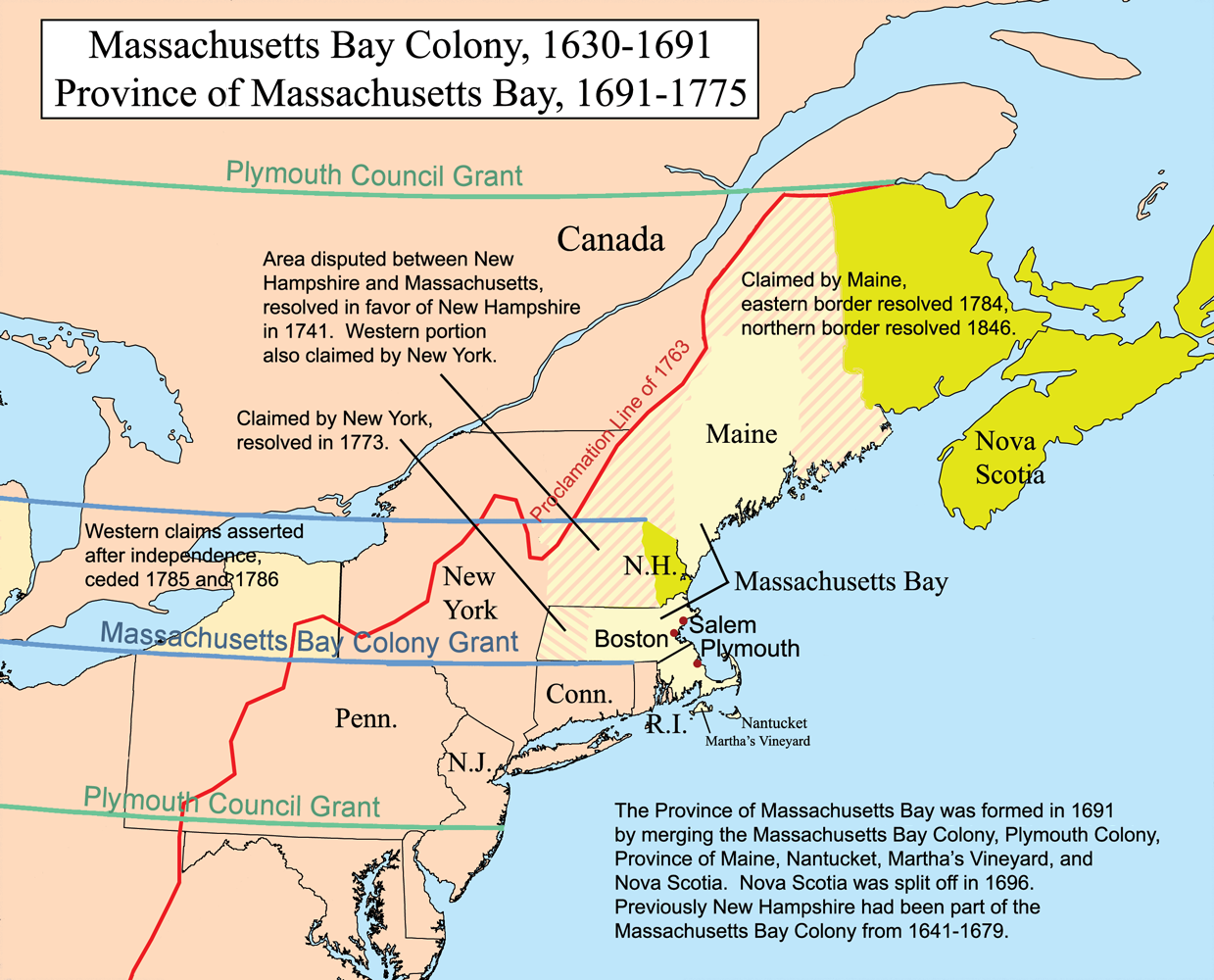
Karte der Provinz

Die Province of Massachusetts Bay (nicht zu verwechseln mit ihrem unmittelbaren Vorgänger Massachusetts Bay Colony) existierte von 1691 bis 1776. Sie war eine britische Kronkolonie in Nordamerika und zählte zu den dreizehn ersten Bundesstaaten der Vereinigten Staaten. Die Provinz wurde mit einer Charta am 7. Oktober 1691 von den gemeinsam regierenden Wilhelm III. und Maria II. gegründet und umfasste die Gebiete der früheren Massachusetts Bay Colony, der Plymouth Colony, der Province of Maine, Martha’s Vineyard, Nantucket, Nova Scotia und New Brunswick. Die Hauptstadt war Boston. Der heutige Commonwealth of Massachusetts ist der direkte Nachfolger der Provinz, umfasst jedoch nur noch einen Teilbereich; Maine ist zu einem eigenen Bundesstaat geworden, und Nova Scotia sowie New Brunswick gehören heute zu Kanada.
Der Name Massachusetts geht auf die Massachusett-Indianer zurück und bedeutet so viel wie „am großen Hügel“, was sich auf den Great Blue Hill bezieht.

## Geschichte

### Politische Vorläufer
Die Besiedlung der Küste der Massachusetts Bay begann 1620 mit der Gründung der Plymouth Colony. In dieser Dekade wurden noch weitere Kolonien gegründet, jedoch wurde erst mit der Gründung der Massachusetts Bay Colony im Jahr 1628 und der Ankunft der ersten großen Gruppe Puritaner im Jahr 1630 eine kritische Masse erreicht, auf deren Basis weitere englische Siedlungen gegründet und die bestehenden ausgebaut werden konnten. In den darauffolgenden zehn Jahren gab es bis 1640 eine große Auswanderungswelle von Puritanern in dieses Gebiet, die zur Gründung mehrerer weiterer Kolonien in Neuengland führte, die jedoch unterschiedlich erfolgreich waren. In den 1680er Jahren hatten sich mit Massachusetts Bay, Plymouth, Connecticut, Rhode Island und New Hampshire insgesamt fünf stabile Kolonien ausgebildet. Die Massachusetts Bay war darunter die bevölkerungsreichste und als einzige ökonomisch bedeutend, da sie über eine große Handelsflotte verfügte.
Die Kolonien kämpften zeitweilig gegen die ortsansässigen Indianer, deren Bevölkerungszahl – wahrscheinlich durch von europäischen Händlern und Fischern eingeschleppte Krankheiten – bereits vor der Ankunft der ersten dauerhaften Siedler stark dezimiert worden war. In den 1630er Jahren wurden die Pequot im nach ihnen benannten Pequot-Krieg nahezu ausgerottet, und der King Philip’s War resultierte rund 40 Jahre später in der Vertreibung, Befriedung oder Tötung der meisten Indianer im südlichen Neuengland. Der letztgenannte Krieg war zudem für die Kolonien finanziell sehr belastend und führte zu einer mehrjährigen Unterbrechung der Expansionsaktivitäten.
Sowohl Massachusetts als auch Plymouth waren zu Beginn politisch weitgehend unabhängig von England, was sich jedoch nach der Stuart-Restauration änderte, die 1660 Karl II. auf den englischen Thron brachte. Diesem waren eine engmaschige Aufsicht über die Kolonien sowie die Kontrolle über ihre wirtschaftlichen Aktivitäten wichtig. Die noch im gleichen Jahrzehnt verabschiedeten Navigationsakten stießen insbesondere in Massachusetts auf breite Ablehnung, da sich die dortigen Kaufleute in ihrem Handeln behindert sahen. Viele Kolonien – angeführt von Massachusetts – verweigerten die Umsetzung der Gesetze und behinderten ihrerseits die Aktivitäten der britischen Krone in ihrem Einflussgebiet. Die religiös-konservativen Puritaner, die Massachusetts regierten, verweigerten darüber hinaus der Church of England die Anhängerschaft und waren zugleich intolerant gegenüber anderen religiösen Gruppen wie Baptisten und Quäkern, die sie verbannten und bei Rückkehr oder Verweigerung ihrer Verbannung exekutierten. Diese und andere Vorkommnisse führten schließlich 1684 zur Rücknahme der ersten Charta von Massachusetts.
1686 gründete der neue englische König James II. das Dominion of New England, das alle britischen Territorien von der Delaware Bay bis zur Penobscot Bay als eine einzige politische Einheit verband. Der Gouverneur des Dominion, Edmund Andros, war in den Kolonien grundsätzlich extrem unbeliebt, wurde aber speziell in Massachusetts förmlich gehasst, weil er unter anderem die Navigationsakten durchsetzte, Grundbesitz annullierte, einen Treffpunkt der Puritaner der Church of England überließ und die Gemeindeversammlungen einschränkte. Nach der Absetzung des Königs im Zuge der Glorious Revolution (1688) verschworen sich die politischen Anführer in Massachusetts gegen Andros und warfen ihn im April 1689 während eines Aufstands gemeinsam mit weiteren englischen Beamten ins Gefängnis. Dies führte zum Zusammenbruch des Dominion, woraufhin die Kolonien ihre alten Verwaltungsstrukturen umgehend wiederherstellten.
Die Plymouth Colony hatte nie eine königliche Charta besessen, sodass sie stets auf unsicheren Beinen stand. Massachusetts hingegen fiel durch den Aufstand in eine dort zuvor unbekannte Anarchie, denn obwohl die Kolonialverwaltung wiedereingesetzt wurde, war sie nicht länger offiziell anerkannt. Einige Gegner der alten puritanischen Herrschaft verweigerten daher die Zahlung von Steuern und zeigten auch in anderer Form ihren Widerstand. Daher schickten die kolonialen Anführer Gesandte nach London, wo Increase Mather als ihr Repräsentant den neuen, gemeinsam regierenden Königen Wilhelm III. und Maria II. eine Petition überreichte, in der die Wiedereinsetzung der alten Charta gefordert wurde. König Wilhelm III. lehnte dies jedoch ab, weil er befürchtete, dass dies eine Rückkehr zur alten religiösen Herrschaft bedeuten könnte. Stattdessen entschied das Board of Trade, durch die Vereinigung beider Kolonien zwei Probleme zugleich zu lösen. Am 7. Oktober 1691 wurde eine entsprechende Charta zur Gründung der Province of Massachusetts Bay verabschiedet, in der William Phips zu ihrem Gouverneur ernannt wurde.

### Provinz-Charta
Die neue Charta unterschied sich von der bisherigen in mehrerer Hinsicht. Eine der wesentlichen Änderungen bezog sich auf die neuen Voraussetzungen zur Erlangung des Wahlrechts, die gegen den Widerstand von Increase Mather von religiösen auf finanzielle Kriterien festgesetzt wurden. Obwohl sich die Historiker bis heute nicht darüber einig sind, welche sekundären Auswirkungen diese Maßnahme hatte, stimmen sie darin überein, dass sie die Anzahl der Wahlberechtigten erheblich erhöhte. Die neuen Regeln schrieben vor, dass zur Erlangung des Wahlrechts ein Besitz von beweglichen Gütern im Wert von 40 Pfund Sterling (heute ca. 7.510 Pfund) oder von Grundstücken, die pro Jahr mindestens 2 Pfund Sterling (heute ca. 380 Pfund) Mieteinnahmen einbrachten, erforderlich waren. Dies schloss nach heutigen Erkenntnissen drei Viertel der erwachsenen männlichen Bevölkerung ein.
Die zweite wesentliche Änderung bestand darin, dass die höheren Positionen der Kolonialverwaltung – wie der Gouverneur, dessen Stellvertreter und Richter – ab sofort von der britischen Krone „ernannt“ wurden und nicht mehr gewählt werden konnten. Der Massachusetts General Court wurde als Legislative jedoch weiterhin gewählt und war dafür verantwortlich, die Berater des Gouverneurs zu bestimmen. Diesem wurde ein Vetorecht sowohl gegen Gesetze zugestanden, die der General Court verabschiedete, als auch gegen die Ernennung von einzelnen Beratern.
Die Regeln wichen somit in entscheidenden Punkten von den Chartas der anderen Provinzen ab. So besaß der General Court nun die Befugnis zur Inkorporation, und der Beraterkreis des Gouverneurs wurde vor Ort und nicht von der Krone oder vom Gouverneur selbst bestimmt. Die neue Charta schwächte daher die Position des Gouverneurs empfindlich, was im späteren geschichtlichen Verlauf von erheblicher Bedeutung war.
Die Ausdehnung der Provinz wurde ebenfalls weit über das Areal hinaus vergrößert, das zuvor die Kolonien Massachusetts und Plymouth umfassten. Zusätzlich zu den alten Gebieten (das heutige Massachusetts, das westliche Maine und Teile aller benachbarten heutigen Bundesstaaten) erhielt die Provinz Ländereien in Akadien bzw. Nova Scotia (zu dem damals das heutige Nova Scotia sowie New Brunswick und das östliche Maine gehörten) sowie im Dukes County der Province of New York, das aus Nantucket, Martha’s Vineyard und den Elizabeth Islands bestand.

### Ende 17. / Anfang 18. Jahrhundert
Die ersten Jahre der neuen Provinz wurden wesentlich von den Hexenprozessen von Salem sowie vom King William’s War (1689–97) bestimmt. Nach der Revolte gegen Andros wurde die koloniale Verteidigung aus den Grenzgebieten zurückgezogen, die in der Folge wiederholt von französischen und indianischen Truppen aus dem kolonialen Neufrankreich und Akadien überfallen und ausgeraubt wurden. Mit dem Queen Anne’s War brach 1702 ein weiterer Krieg aus, der bis 1713 andauern sollte. Joseph Dudley, zu dieser Zeit Gouverneur der Provinz, organisierte die koloniale Verteidigung und konnte erreichen, dass es im Vergleich zum vorhergehenden Krieg weniger Plünderungen gab. Dudley sandte darüber hinaus 1704 und 1707 Truppen nach Akadien, das zu dieser Zeit ein beliebter Zufluchtsort für französische Freibeuter war, und forderte aus London Verstärkung an, um entschiedener gegen Neufrankreich vorgehen zu können. 1709 stellte die Provinz Truppen für einen Feldzug gegen Kanada zusammen, der jedoch noch vor Beginn wieder abgesagt wurde. 1710 wurde der Feldzug hingegen durchgeführt und endete mit der Eroberung der Akadischen Hauptstadt Port Royal.
Aufgrund der Kriege hatte die Kolonie damit begonnen, eine Papierwährung herauszugeben. Diese verlor stetig an Wert, was schließlich zu einer Finanzkrise führte. Es wurden Forderungen laut, eine Bank zu gründen, deren ausgegebene Noten durch Grundbesitz abgesichert sein sollten. Dies wurde jedoch sowohl von Gouverneur Dudley als auch von seinem Nachfolger Samuel Shute abgelehnt. Dudley, Shute und auch spätere Gouverneure versuchten stattdessen vergeblich, den General Court zu überzeugen, die Gehälter für von der britischen Krone ernannte Amtsinhaber zu fixieren. Über beide Themen stritten Gouverneure und Kolonisten viele Jahre lang, bis der Konflikt um die Gehälter seinen Höhepunkt während der kurzen Amtszeit von William Burnet erreichte. Er ließ die Provinzversammlung sechs Monate lang durchgehend tagen und verlegte den Ort der Sitzungen zwei Mal, war jedoch letztlich ebenfalls erfolglos darin, den Konflikt zu beenden.
In den frühen 1720er Jahren begannen die Abenaki des nördlichen Neuengland erneut mit Raubzügen in Grenzstädten. Zum einen wurden sie dazu von französischen Intriganten angestiftet, zum anderen waren sie besorgt über die fortschreitende Landnahme der Briten in ihrem Territorium. Dies endete mit einer Entscheidung des amtierenden Gouverneurs William Dummer, die in den Dummers Krieg mündete. Nach Kriegsende zogen sich viele Abenaki nach Kanada zurück.
In den 1730er Jahren stritt der in Massachusetts geborene Gouverneur Jonathan Belcher die Macht der Legislative über die Entscheidung zur Verwendung von Finanzmitteln ab und legte sein Veto gegen jedes Gesetz ein, das ihm nicht die Freiheit gab, Gelder nach seinem Gutdünken zu verwenden. Dies hatte zur Folge, dass die Provinzkasse regelmäßig leer war. Das Board of Trade hatte Belcher allerdings erlaubt, anstelle eines festen Gehalts eine jährliche Zuwendung zu erhalten. Unter seiner Administration begann die Finanzkrise wieder aufzuflackern, was in einer Erneuerung der Forderung nach einer abgesicherten Bank resultierte. Dies lehnte Belcher jedoch ab, weshalb seine Gegner eine Intrige in London anzettelten, um ihn aus dem Amt zu heben. Als dies gelang, wurde die Bank installiert, jedoch nach nur kurzer Existenz vom Britischen Parlament wieder geschlossen. Daraufhin wendeten sich eine Vielzahl bedeutender Kolonisten – darunter der Vater von Samuel Adams – gegen Krone und Parlament.
Die folgenden zwei Jahrzehnte wurden erneut von Kriegen dominiert. 1741 brach der King George’s War aus, in dem Gouverneur William Shirley Truppen in ganz Neuengland sammelte, um sie in einem Feldzug gegen die französische Festung Louisbourg einzusetzen, der mit der Belagerung von Louisbourg 1745 erfolgreich abgeschlossen werden konnte. Nach Ende des Krieges 1748 wurde Louisbourg allerdings zum Erstaunen der Bevölkerung in Neuengland an Frankreich zurückgegeben.
Shirley war vergleichsweise beliebt, weil er sich geschickt aus den Affären seiner Vorgänger heraushielt. Mit Beginn des Siebenjährigen Kriegs in Nordamerika wurde er erneut militärisch gefordert, da er nach dem Tod von General Edward Braddock 1755 das höchste koloniale militärische Amt innehatte. Mit dieser Aufgabe war er jedoch überfordert und wurde 1757 abberufen. Sein Nachfolger Thomas Pownall sorgte für die koloniale Unterstützung der Kriegstruppen bis zum Ende des Konflikts 1760.

### Zweite Hälfte des 18. Jahrhunderts

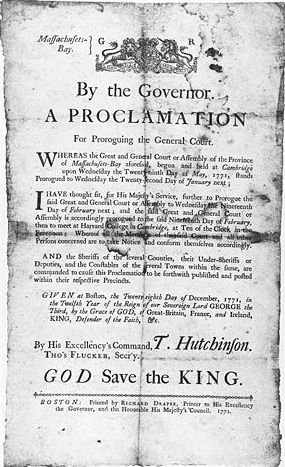
Proklamation von Thomas Hutchinson, 28. Dezember 1771

In den 1760er und frühen 1770er Jahren stieg die Frustration unter den Kolonisten über die Londoner Politik und die von ihr zur Durchsetzung der Entscheidungen entsandten Gouverneure stetig an. Die beiden letzten zivilen Gouverneure Francis Bernard und Thomas Hutchinson waren aufgrund kleinerer und größerer Angelegenheiten sehr unbeliebt, insbesondere aufgrund der Versuche des britischen Parlaments, Steuern ohne politische Vertretung in den Kolonien zu erheben.
Der in Massachusetts geborene Hutchinson autorisierte die Stationierung britischer Truppen in Boston, was schließlich am 5. März 1770 zum Massaker von Boston führte. Zu dieser Zeit waren Samuel Adams, Paul Revere, John Hancock sowie viele andere in der aktiven Opposition tätig. Nach der Boston Tea Party im Dezember 1773 wurde Hutchinson im Mai 1774 durch den General Thomas Gage ersetzt. Er wurde zunächst wohlwollend empfangen, jedoch schwand sein Ansehen rapide mit dem Beginn der Umsetzung der sogenannten Intolerable Acts. Zu diesen zählten unter anderem der Massachusetts Government Act, der die Legislative außer Kraft setzte, und der Boston Port Act, der den Port of Boston bis zur Leistung von Reparationszahlungen für den ins Meer geworfenen Tee außer Betrieb setzte. Die Schließung des Hafens fügte der Wirtschaft der Provinz erheblichen Schaden zu und führte zu einer Welle der Sympathie aus anderen Kolonien.
Die königliche Herrschaft über die Province of Massachusetts Bay existierte de facto bis Anfang Oktober 1774, als sich Mitglieder des Massachusetts General Court entgegen den Anordnungen im Massachusetts Government Act trafen und den Massachusetts Provincial Congress als provisorische lokale Regierung gründeten. Obwohl der offizielle Gouverneur Gage auch weiterhin eine wichtige – vor allem militärische – Rolle in Boston spielte, regierte in der restlichen Provinz der Provinzkongress. Mit den Gefechten von Lexington und Concord und der Belagerung von Boston begannen die Kampfhandlungen, die im April 1775 den Amerikanischen Unabhängigkeitskrieg ausbrechen ließen.
Am 17. März 1776 evakuierten die Briten die Stadt Boston, wodurch die Belagerung beendet und die Stadt unter die Kontrolle der Rebellen gestellt wurde. Am 1. Mai 1776 verabschiedete der Provinzkongress eine Resolution, in der die Unabhängigkeit der Provinz von der britischen Krone erklärt wurde; am 4. Juli 1776 folgte die Unabhängigkeitserklärung der Vereinigten Staaten, in der die Unabhängigkeit aller Dreizehn Kolonien erklärt wurde. Im Oktober 1779 wurde Einigkeit über die Verfassung des Commonwealth of Massachusetts erzielt, die neun Monate später im Juni 1780 von den Delegierten akzeptiert und mit Wirkung „zum letzten Mittwoch im kommenden Oktober“ in Kraft gesetzt wurde. Im Oktober 1780 wurde der erste Gouverneur gemeinsam mit Repräsentanten für den Massachusetts General Court gewählt.

## Politik

### Politik auf Ebene der Provinz
Thomas Hutchinson zufolge, der die Geschichte des kolonialen Massachusetts erstmals umfassend aufschrieb, wurde die Politik der Provinz durch drei wesentliche Interessengruppen dominiert, während es in den meisten anderen Kolonien lediglich zwei waren. Die Expansionisten, in Massachusetts beispielsweise vertreten durch John Hancocks Onkel Thomas Hancock und James Otis, Sr., glaubten fest an das Wachstum der Kolonie und den energischen Widerstand gegen französische und indianische Überfälle. Diese Gruppe wurde zur treibenden Kraft der Patriotenbewegung unmittelbar vor dem Unabhängigkeitskrieg. Die Nicht-Expansionisten, zu denen unter anderem Hutchinson und die Bostoner Oliver-Familie zählten, waren eher vorsichtig und zogen es vor, sich auf eine enge Beziehung zum Mutterland zu verlassen. Während des Unabhängigkeitskriegs wurde diese Gruppe als Loyalisten bezeichnet. Die dritte Kraft in der Politik von Massachusetts waren die Populisten, was durch die Struktur der Legislative der Provinz ermöglicht wurde, da ländliche Gemeinden eine größere Anzahl Stimmen besaßen als in anderen Provinzen. Zu den ersten Anführern dieser Gruppe zählten Elisha Cooke, Sr. und sein Sohn Elisha Cooke, Jr., später gesellte sich auch Samuel Adams zu ihnen.
Obwohl die Religion innerhalb dieser Interessengruppen keine wesentliche Rolle spielte, tendierten die Nicht-Expansionisten zur anglikanischen Kirche, während die Expansionisten hauptsächlich Kongregationalisten waren. Die Populisten schließlich waren entweder konservative Puritaner oder teilten die Ansichten des Great Awakening. Während der Existenz der Provinz schmiedeten und brachen diese Gruppen Bündnisse untereinander und wählten ihre politischen Partner je nach aktueller Situation der Umstände.
Die Fraktion der Populisten hatte dabei das Problem, dass sie aufgrund ihrer ländlich geprägten Struktur bei bestehendem Bündnis mit einer der anderen Interessengruppen in bestimmten Fällen die dritte Partei anstelle des Partners unterstützen musste. Wenn es beispielsweise Probleme an den Grenzen gab, stand sie stets auf der Seite der Expansionisten. Zu ihnen hielt sie regelmäßig auch bei den wiederkehrenden Geldproblemen der Provinz, da die Inflation ihnen die Möglichkeit eröffnete, ihre Schulden mit abgeschriebener Währung zurückzuzahlen. Diese Verbindungen wurden in den 1760er Jahren mit den zunehmenden Konflikten mit dem britischen Parlament stärker.
Die Nicht-Expansionisten setzten sich im Wesentlichen aus reichen Bostoner Kaufleuten zusammen. Sie hatten Verbündete in den reichen, landwirtschaftlich geprägten Gemeinden im stärker entwickelten Osten der Provinz sowie in den großen Hafenstädten. Diese Allianz machte den Populisten häufig ihre Macht in der Legislative streitig. Sie bevorzugten eine strengere Regulierung durch das Mutterland und waren gegen die inflationäre Ausgabe der Kolonialwährung.
Die Expansionisten bestanden hauptsächlich aus zwei eigentlich unvereinbaren Gruppierungen. Die eine bestand aus von den Hancocks und Otises repräsentierten Kaufleuten, die ihre Ansichten über das Wachstum der Kolonie nicht öffentlich machten und vergleichsweise liberale religiöse Standpunkte vertraten. Zur anderen gehörten reiche Landbesitzer aus dem Tal des Connecticut River, deren Bedürfnisse nach Verteidigung und Wachstum unmittelbar mit der Entwicklung der Grundstücke verbunden waren. Obwohl sich beide Gruppen auf eine Strategie zur Verteidigung und weiteren Expansion einigten, waren sie im Hinblick auf die Währungspolitik unterschiedlicher Ansicht; die aus den westlichen Provinzgebieten stammenden Mitglieder stimmten in dieser Hinsicht mit den Nicht-Expansionisten überein und damit für eine an Standards orientierte Währung.

### Politik auf lokaler Ebene
Die Provinz vergrößerte sich insbesondere im 18. Jahrhundert erheblich; so gab es im Jahr 1695 insgesamt 83 Gemeinden, 1765 waren es bereits 186. Die meisten der Gemeinden befanden sich 1695 im Radius einer Tagesreise rund um Boston, was sich jedoch nach dem King Philip’s War mit der Gründung einer Vielzahl von Townships im Worcester County und in den Berkshire Mountains änderte.
Der Charakter der Lokalpolitik veränderte sich mit dem zunehmenden Wachstum und Reichtum der Provinz. Die größeren Gemeinden teilten sich mehr und mehr auf und verdrängten die Einheit der frühen Kolonialzeit. So wurde beispielsweise Dedham in sechs eigene Städte aufgeteilt, und Newburyport spaltete sich 1764 von Newbury ab. Die Gemeindeversammlungen gewannen ebenfalls immer mehr an Bedeutung. Mit dem Wachstum der Städte wollten die Einwohner ihre politischen Angelegenheiten zunehmend selbst erledigen, und die bislang sehr mächtigen selectmen verloren einen Teil ihres Einflusses an die Gemeindeversammlungen und an bezahlte städtische Angestellte wie Steuerschätzer, Konstabler und Schatzmeister.

## Geografie
Während ihrer Existenz veränderten sich die Grenzen der Provinz mehrfach in größerem und kleinerem Ausmaß. Der Boden verfügte nur über eine dünne Schicht Muttererde und war im Wesentlichen felsig. Nova Scotia, zu dem damals auch New Brunswick gehörte, wurde von englischen Truppen zeitgleich mit der Ausgabe der Charta besetzt, jedoch 1697 mit dem Frieden von Rijswijk abgespalten, in dessen Rahmen Akadien an Frankreich zurückgegeben wurde. Nach der britischen Belagerung von Port Royal während des Queen Anne’s War wurde Nova Scotia im Jahr 1710 zu einer eigenständigen Provinz. Maine wurde erst nach der Erklärung der Unabhängigkeit eigenständig und erhielt 1820 den Status eines Bundesstaates.
Die Grenzen zu den Nachbarprovinzen verschoben sich ebenfalls. Die Vorgänger Massachusetts Bay Colony und Plymouth Colony besaßen fest definierte Grenzverläufe zu New Hampshire, Rhode Island und Connecticut, die jedoch zur Zeit der Provinz verändert wurden. Insbesondere die Grenze zu New Hampshire wurde häufig diskutiert, da die Definition in der kolonialen Charta vorsah, dass sie 3 mi (4,8 km) nördlich des Merrimack River verlaufen solle. Diese Festlegung war auf der irrtümlichen Annahme erfolgt, dass sich der Flusslauf im Wesentlichen in westlicher Richtung fortsetzt. Die Angelegenheit wurde erst 1741 von König Georg II. bereinigt, der den noch heute gültigen Grenzverlauf zwischen den beiden Staaten festlegte.
Untersuchungen in den 1690er Jahren legten nahe, dass die ursprüngliche Grenzen zu Connecticut und Rhode Island fehlerhaft vermessen worden waren. Im frühen 18. Jahrhundert wurden neue Landvermessungen durchgeführt, in deren Rahmen ermittelt wurde, dass der Grenzverlauf zu Connecticut deutlich weiter südlich lag, als er der Charta zufolge eigentlich sein sollte. 1713 spaltete Massachusetts einen Teil namens Equivalent Lands ab, um Connecticut für diesen Fehler zu entschädigen. Connecticut versteigerte das hinzugewonnene Land im Rahmen einer Auktion und nutzte den Gewinn daraus zur Gründung des Yale College.
Die Grenze zu Rhode Island musste ebenfalls angepasst werden. 1746 wurden daher Grundstücke an der Ostküste der Narragansett Bay (die heutigen Städte Barrington, Bristol, Tiverton und Little Compton) an Rhode Island abgetreten. Die heutigen Grenzverläufe zwischen Massachusetts und seinen südlichen Nachbarn wurden erst im 19. Jahrhundert fixiert. Über die westliche Grenze zu New York bestand bereits 1773 Einigkeit, jedoch wurde sie erst 1788 vermessen.
Die Provinz beanspruchte darüber hinaus einen Bereich, der heute als Western New York bekannt ist. Mit dem Vertrag von Hartford musste Massachusetts dieses Gebiet jedoch aufgeben; im Gegenzug erhielt es die Rechte zum Verkauf an Grundstücksentwickler.